# Juri Ionowitsch Morosow
Juri Ionowitsch Morosow (russisch Юрий Ионович Морозов, wiss. Transliteration Jurij Ionovič Morozov; * 5. August 1949 in Sterlitamak, Baschkirische ASSR) ist ein russischer Industriemanager und südossetischer Politiker. Von Juli 2005 bis August 2008 war er Premierminister der international nicht anerkannten Republik Südossetien.

## Leben
Morosow war Finanzdirektor des russischen Rohölkonzerns Kurskaja in Kursk, bevor er vom Präsidenten der Republik Südossetien  Eduard Kokoity zum Premier vorgeschlagen und am 4. Juli 2005 vom regionalen Parlament in Zchinwali gewählt wurde. Morosow soll Südossetien zum ersten Mal 2005 besucht haben. Kokoity erklärte, er habe Morosow ausgewählt, weil er nicht in die regionale Korruption verwickelt sei. Die georgische Regierung kritisierte die Wahl Morosows als „vollständige Kontrolle Russlands“ über Südossetien.
Im Jahr 2006 erklärte er, dass die Zukunft Südossetiens in Russland sei. Zwei Jahre später sagte er, dass er davon ausgehe, dass Südossetien als Teilrepublik der Russischen Föderation beitreten würde.
Morosow sah die Anwerbung russischer Investoren als seine Hauptaufgabe und bemühte sich, Süd- und Nordossetien wirtschaftlich und politisch stärker zusammenzuführen. Sein erster Auslandsbesuch führte ihn im August 2005 in die nordossetische Hauptstadt Wladikawkas.
Im Nachklang zum Kaukasuskrieg 2008 entließ Republikpräsident Kokoity im August 2008 das Kabinett Morosow.